# 崎山正毅
崎山 正毅（さきやま せいき、1903年8月16日 - 1995年）は、日本の翻訳家。

## 来歴
大阪生まれ。東京帝国大学英文科卒。NHK国際局長など。キャサリン・マンスフィールドなど英文学を翻訳した。

## 翻訳
- 『マンスフィールド短篇集 疲れた子・少女・幸福・人形の家 他九篇』（キャサリン・マンスフィールド、岩波文庫） 1934年
- 『鳩の夫婦』（キャサリン・マンスフィールド、山本書店、山本文庫） 1936年
- 『アーロンの杖』（ロレンス、十一谷義三郎共訳、三笠書房、ロレンス全集7） 1937年
- 『一青年の告白』（ヂョーヂ・ムア、岩波文庫） 1939年、復刊 1990年 ISBN 978-4003227411
- 『マス・コミュニケーションと社会的責任』（ウィルバー・シュラム、日本放送出版協会） 1959年
- 『ラジオ・テレビジョンと言論の自由』（Elmer E. Smead、自由アジア社） 1964年
- 『マンスフィールド短篇集 幸福・園遊会 他十七篇』（伊沢龍雄共訳、岩波文庫） 1969年 ISBN 978-4003225615